# Ville universitaire
Une ville universitaire est une ville abritant une université d'importance variable selon les situations ou qui tient une place importante dans la ville où elle est située.
Les villes universitaires sont généralement classées selon leurs offres de formation, la vie étudiante, les sorties pour les étudiants, l'offre d'emploi, les transports, l'offre culturelle, le logement et l'environnement.

## États-Unis

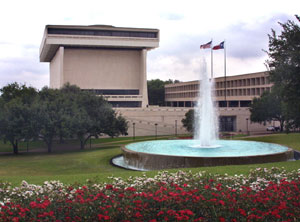
Campus de l'université du Texas à Austin

On dénombre plusieurs villes universitaires dont Austin, Chicago, Cambridge (Harvard), New Haven (Yale).

## Belgique
En Belgique, la ville de Louvain-la-Neuve a été créée spécialement pour accueillir l'université de Louvain. Les autres villes universitaires sont notamment Bruxelles, Gand, Louvain, Namur, Liège, Anvers, Hasselt et Mons.

## France

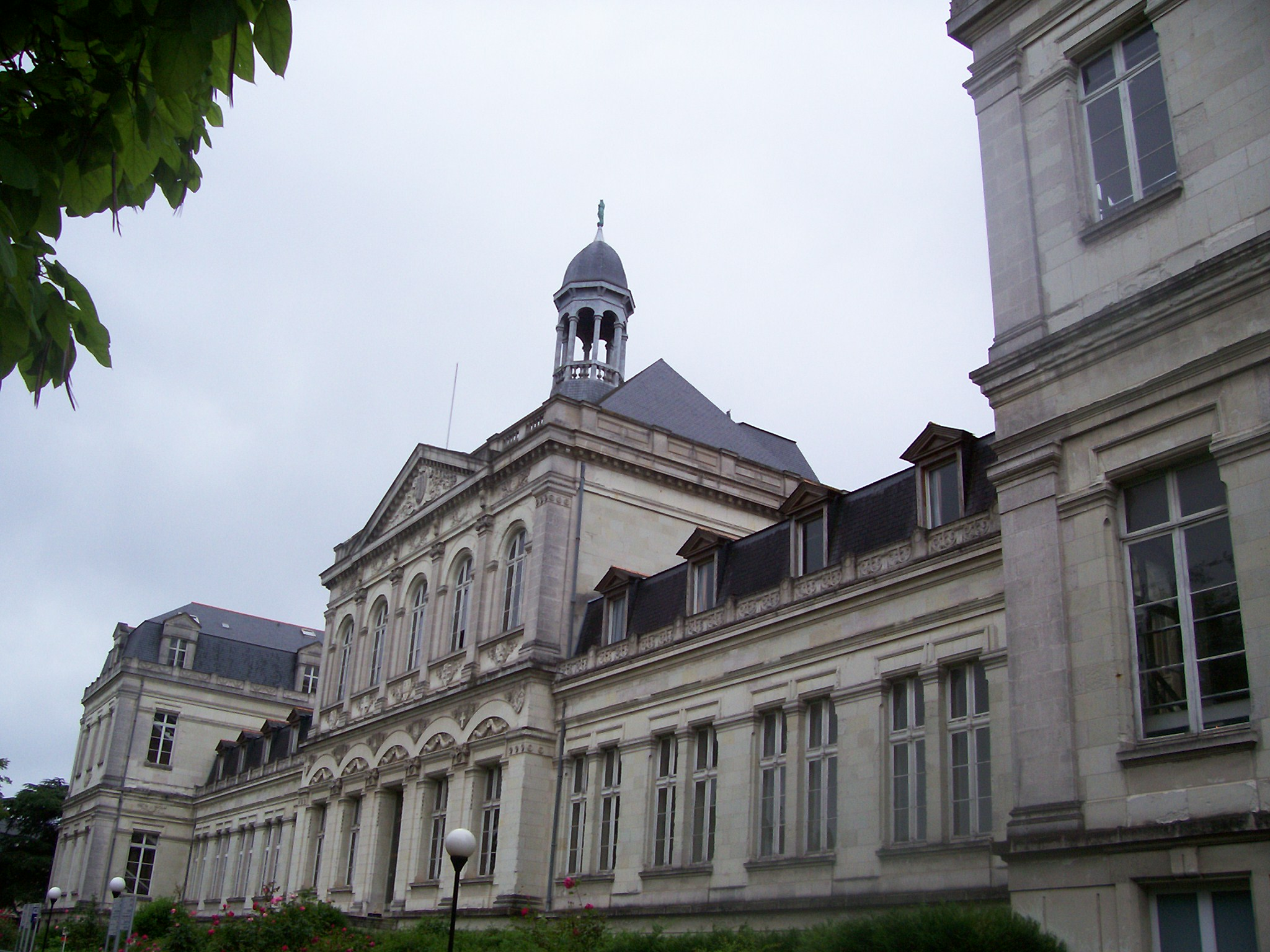
Palais universitaire à Angers.

En France, on désigne souvent comme villes universitaires, outre Paris, des villes qui tiennent d'importantes fonctions universitaires et/ou qui ont une part élevée d'étudiants dans leurs aires urbaines comme Aix-Marseille, Amiens, Angers, Besançon, Bordeaux, Brest, Caen, Clermont-Ferrand, Grenoble, Lille, Lyon, Montpellier, Nancy, Nantes, Poitiers, Rennes, Strasbourg, Toulouse ou Tours.

## Allemagne
Des villes universitaires typiques en Allemagne sont Heidelberg, Fribourg, Göttingen et Tübingen.

## Suisse
On dénombre plusieurs villes universitaires dont Bâle, Genève, Lausanne, Lucerne, Lugano, Neuchâtel, Saint-Gall et Zurich.

## Europe centrale
En Europe centrale, des villes universitaires connues sont Prague et Cracovie.